# Larinioides cornutus
Larinioides cornutus (Clerck, 1802) è un ragno appartenente alla famiglia Araneidae.

## Distribuzione
La specie è stata rinvenuta in diverse località della regione olartica.

## Tassonomia
Non sono stati esaminati esemplari di questa specie dal 2012
Attualmente, a dicembre 2013, non sono note sottospecie